# Alexander Straub
Alexander Straub (Geislingen an der Steige, 14 ottobre 1983) è un astista tedesco.

## Palmarès
| Anno | Manifestazione    | Sede     | Evento           | Risultato | Prestazione | Note |
| ---- | ----------------- | -------- | ---------------- | --------- | ----------- | ---- |
| 2002 | Mondiali juniores | Kingston | Salto con l'asta | 13º       | 5,05 m      |      |
| 2005 | Europei under 23  | Erfurt   | Salto con l'asta | 10º       | 5,40 m      |      |
| 2007 | Universiadi       | Bangkok  | Salto con l'asta | Oro       | 5,60 m      |      |
| 2009 | Europei indoor    | Torino   | Salto con l'asta | Bronzo    | 5,76 m      |      |
| 2009 | Mondiali          | Berlino  | Salto con l'asta | 7º        | 5,65 m      |      |
| 2010 | Mondiali indoor   | Doha     | Salto con l'asta | Bronzo    | 5,65 m      |      |